# Saceda-Trasierra
Saceda-Trasierra es un municipio y localidad española de la provincia de Cuenca, en la comunidad autónoma de Castilla-La Mancha. El término municipal tiene una población de 41 habitantes (INE 2024).

## Historia
Hacia mediados del siglo XIX, el lugar tenía contabilizada una población de 406 habitantes. La localidad aparece descrita en el decimotercer volumen del Diccionario geográfico-estadístico-histórico de España y sus posesiones de Ultramar de Pascual Madoz de la siguiente manera:

SACEDA TRASIERRA: v. con ayunt. en la prov. y dióc. de Cuenca (10 leg.), part. jud. de Huete (3), aud. terr. de Albacete (24), y c. g. de Castilla la Nueva (Madrid 14): sit. á la parte O. de la prov. entre las colinas que forma la sierra de Altomira; su clima es frio, combatido por los vientos de N. y E. y muy propenso á pulmonias y tisis. Consta de 100 casas, inclusa la de ayunt. y cárcel; escuela de primeras letras concurrida por 30 niños y dotada con 1,100 reales; una fuente dentro de la pobl. y otra fuera de buenas aguas; igl. parr. (Ntra. Sra. de la Asuncion) de entrada, servida por un cura y un sacristan. El térm. confina por N. con el de Huete; E. Vellisca; S. Barajas, y O Leganiel: en su jurisd. se hallan los desp. de Villanueva la Seca y Barajas: su terreno es montuoso y medianamente productivo: al N. hay un monte poblado de encina y del que se surten de leña: los caminos son locales y en mediano estado: la correspondencia se recibe desde Tarancon por balijero, domingo, miércoles y viernes, y sale en los mismos dias. prod.: trigo, cebada, centeno, avena, escaña, aceite, vino, almortas, garbanzos y varias legumbres y hortalizas; su principal cosecha es la de aceite; se cria ganado lanar y cabrio, y caza de liebres, conejos, perdices y algunos corzos. ind.: la agrícola y pecuaria y algunos oficios de los indispensables, como herrero, carpintero y zapatero etc. pobl.: 102 vec., 406 alm. cap. prod.: 584,060 rs. imp.: 20,223.
(Madoz, 1849, p. 608)

## Demografía
Saceda-Trasierra cuenta con una población de 41 habitantes (INE 2024).
| Gráfica de evolución demográfica de Saceda-Trasierra entre 1842 y 2021 |
| |
| Población de derecho según los censos de población del INE Población de hecho según los censos de población del INEEn este censo se denominaba Saceda de Trasierra: 1842 En este censo se denominaba Saceda Trassierra: 1857 |

| 1991 |  | 1996 |  | 2001 |  | 2004 |  | 2013 |  | 2015 |
| ---- |  | ---- |  | ---- |  | ---- |  | ---- |  | ---- |
| 51   |  | 95   |  | 91   |  | 106  |  | 56   |  | 51   |

## Patrimonio
- Iglesia de Nuestra Señora de la Asunción.

## Fiestas
- Fiestas patronales: último fin de semana de agosto.
- Semana Santa: Paso del Cristo del Amparo.
- Romería de la Virgen de Altomira.

## Platos típicos
- Gachas es un plato que contiene harina de trigo, hígado de cerdo o ternera hervido rallado, aceite de oliva, pimentón,y alcaravea (también un poco de tomillo. Se sirve acompañado de tajadas de panceta con la corteza muy churruscada. Antiguamente se comía mojando el pan compartiendo todos los comensales la misma fuente (en la que era guisada, la parte agarrada al fondo era la más disputada).
- Puches es un plato dulce hecho con harina (de trigo o de maíz, aceite y azúcar (es la antigua papilla de los bebés) se solía tomar con picatostes.
- Papartas son unas tortas fritas en aceite de oliva muy caliente realizadas con masa del pan (de harina de trigo, sal y agua), amasadas hasta quedar muy finas tanto que se rompen.
- Torcíos son como rosquillas fritas dulces pero hechas con forma de tirabuzones y envueltas en azúcar. Su masa está hecha con harina de trigo, agua, azúcar, y  anís. La forma se conseguía rodeando la harina (con forma de hilo grueso) a una vara de caña de azúcar.
- Leche frita.